# Don Simpson
Donald Clarence Simpson (Seattle, 29 ottobre 1943 – Los Angeles, 19 gennaio 1996) è stato un produttore cinematografico statunitense, meglio conosciuto per aver prodotto, in coppia con Jerry Bruckheimer, blockbuster come Flashdance, Beverly Hills Cop, Top Gun e The Rock.

## Biografia
Simpson crebbe ad Anchorage, dove frequentò l'Università come membro della confraternita Phi Delta Theta.
L'insolita vita privata del produttore è stata documentata da molte fonti. In un capitolo del libro americano Never Make Love in This Town Again, che descrive gli incontri fra quattro prostitute e le celebrità di Hollywood, si dice che Simpson avesse dei particolari gusti sessuali sadici e masochistici e che filmasse i suoi congressi carnali. Il produttore si sottopose persino a numerosi interventi di chirurgia plastica, tra cui anche un'iniezione di collagene al pene. Dopo la sua morte la rivista People Magazine affermò che Simpson era un appassionato di film snuff.
Simpson fu trovato morto sul gabinetto della sua casa di Los Angeles. La causa della morte fu un arresto cardiaco causato da un'overdose di droga. Diverse fonti riportano che al momento del decesso Simpson portava nel corpo i residui di venti droghe diverse. Secondo quanto riportato dalla biografia scritta dal reporter Charles Fleming, il produttore avrebbe speso 60.000 dollari per acquistare la droga che causò la sua morte. La pellicola The Rock, diretta nel 1996 da Michael Bay, è dedicato alla memoria di Simpson, accreditato come produttore insieme a Jerry Bruckheimer.